# Schlemihl

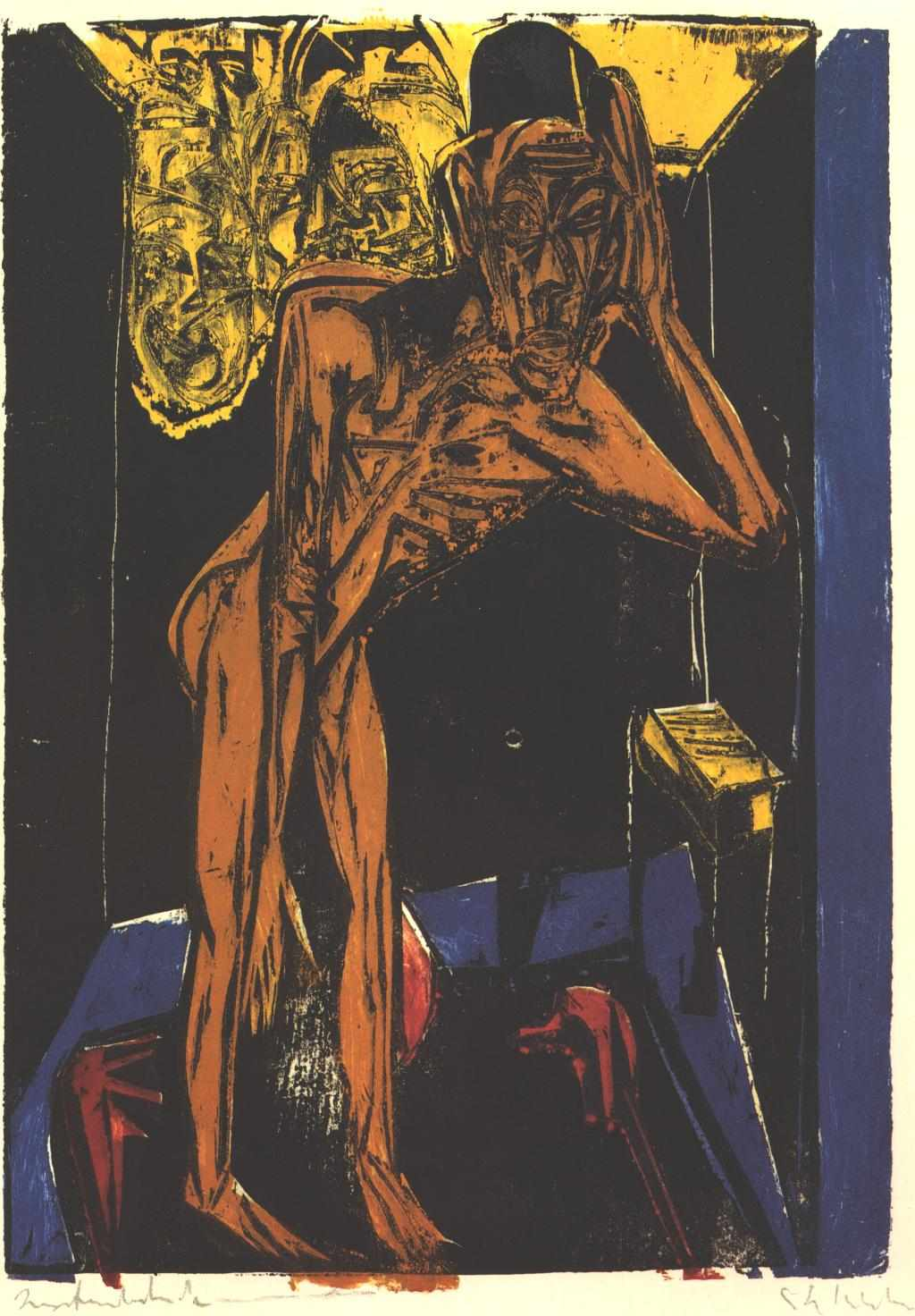
Schlemihl in der Einsamkeit des Zimmers, Grafik von Ernst Ludwig Kirchner

Der Ausdruck Schlemihl (jiddisch schlemiel = ungeschickte Person, unschuldiges Opfer von Streichen, Herkunft ungeklärt, vielleicht zu hebräisch šęlęm „Opfer/Dankopfer“, oder nach Šəlumīʾēl ben Ṣūrīšaddāy שְׁלֻמִיאֵל בֶּן צוּרִישַׁדָּי in Numeri 1,6  wie bei Heine) bezeichnet in der ostjüdischen Kultur den sprichwörtlichen Pechvogel oder einen Narren.

## Der Schlemihl als Protagonist

### Musik und Tanz
Der Komponist Emil Nikolaus von Reznicek schrieb 1912 eine sinfonische Dichtung namens Schlemihl, in der er die Lebensgeschichte eines Pechvogels musikalisch ausgestaltet.
Peter Ronnefelds Ballett Peter Schlemihl nach Adelbert von Chamisso wurde 1956 mit einer Choreographie von Paul Böhm in Hildesheim uraufgeführt. 1961 entstand mit einer Choreographie des kalifornischen Tänzers und Choreographen Richard Adama (* 1928) eine Fernsehfassung des Balletts, welche in den Archiven des Österreichischen Rundfunks (ORF) liegt.
Die Band Ougenweide veröffentlichte auf dem Album Ohrenschmaus das Stück Der Schlemihl, in dem erzählt wird, wie Schlemihl seinen Schatten verkaufte und danach seiner Seele beraubt wurde.
Wilhelm Dieter Siebert komponierte die „magische Operette“ Schlemihl, die 1987 am Theater des Westens in Berlin uraufgeführt wurde.
In Jacques Offenbachs Oper Hoffmanns Erzählungen, deren Libretto auf E.T.A. Hoffmanns Novellen beruht, kommt im Giulietta-Akt Schlemihl vor, der seinen Schatten verlor. Schlemihl wird im Duell mit Hoffmann getötet.
Der tschechische Musiker und Komiker Ivan Mládek veröffentlichte sein Stück Jožin z bažin in einer deutschen Version mit dem Titel Schlemihl Emil.

### Figurentheater
1992 wurde anlässlich der 3. Münchener Biennale für Neues Musiktheater Die Wundersame Geschichte des Peter Schlemihl nach Adelbert von Chamisso als Figurentheater aufgeführt, Libretto Claus-Michael Trapp, Komposition für Streichquartett Susanne Erding, Inszenierung Alexander E. L. Schulin. Der Auftrag für die Komposition erging von Hans Werner Henze.
Schlemihl hieß in der deutschen Übersetzung auch die Figur des windigen Händlers Lefty aus der Sesamstraße, der (manchmal unsichtbare) Buchstaben und Zahlen an den Mann zu bringen suchte oder Ernie einen leeren Pappkarton verkaufen wollte für den Fall, dass es Himbeerdrops regne.

### Psychologie
Eric Berne gibt einem psychologischen Spiel der Transaktionsanalyse den Namen Schlemihl:

„In ‚Schlemihl‘ zerbricht derjenige, der ‚dran‘ ist, Gegenstände, verschüttet Flüssigkeiten, richtet alle möglichen Arten von Schlamassel an und sagt dann jedes Mal: ‚Es tut mir leid‘. Dies bringt den unerfahrenen Spieler in eine hilflose Lage. Der geschickte Spieler sagt jedoch: „Du kannst alles zerbrechen und verschütten, was du willst; aber bitte sag nicht ‚Es tut mir leid!‘“. Diese Antwort führt gewöhnlich dazu, dass der Schlemihl zusammenbricht oder in die Luft geht, weil das seine Masche unterläuft und der Gegenspieler gewinnt.“

## Witzblätter, Satirezeitschrift
1903 gab Leo Winz die Zeitschrift Schlemihl  heraus. Es erschien nur eine einzige Nummer. Mitarbeiter waren u. a. Max Jungmann, Theodor Zlocisti, Emil Simonsohn und Sammy Gronemann. Mit etwa demselben Mitarbeiterstamm nahm Julius Moses einen zweiten Anlauf: Das illustrierte jüdische Witzblatt Schlemiel  erschien in Berlin von 1903 bis 1906.
Einige der genannten Mitarbeiter waren auch beteiligt am Schlemiel. Jüdische Blätter für Humor und Kunst, der 1919–1920 von Herausgeber Menachem Birnbaum verantwortet wurde. Wiederum fanden sich neben anderen die genannten Mitarbeiter zusammen.

## Gedicht von Heinrich Heine
Heinrich Heine gibt in seinem Gedicht Jehuda Ben Halevy eine phantasiereiche Etymologie für das „Geschlecht derer von Schlemihl“ zum Besten:
[…]
In der Bibel ist zu lesen, / Als zur Zeit der Wüstenwandrung / Israel sich oft erlustigt / Mit den Töchtern Kanaans, //
Da geschah es, daß der Pinhas / Sahe, wie der edle Simri / Buhlschaft trieb mit einem Weibsbild / Aus dem Stamm der Kananiter, //
Und alsbald ergriff er zornig / Seinen Speer und hat den Simri / Auf der Stelle totgestochen – / Also heißt es in der Bibel. //
Aber mündlich überliefert / Hat im Volke sich die Sage, Daß es nicht der Simri war, / Den des Pinhas Speer getroffen, //
Sondern daß der Blinderzürnte, / Statt des Sünders, unversehens / Einen ganz Unschuld'gen traf, / Den Schlemihl ben Zuri Schadday. //
Dieser nun, Schlemihl I., / Ist der Ahnherr des Geschlechtes / Derer von Schlemihl.
[…]